# まま

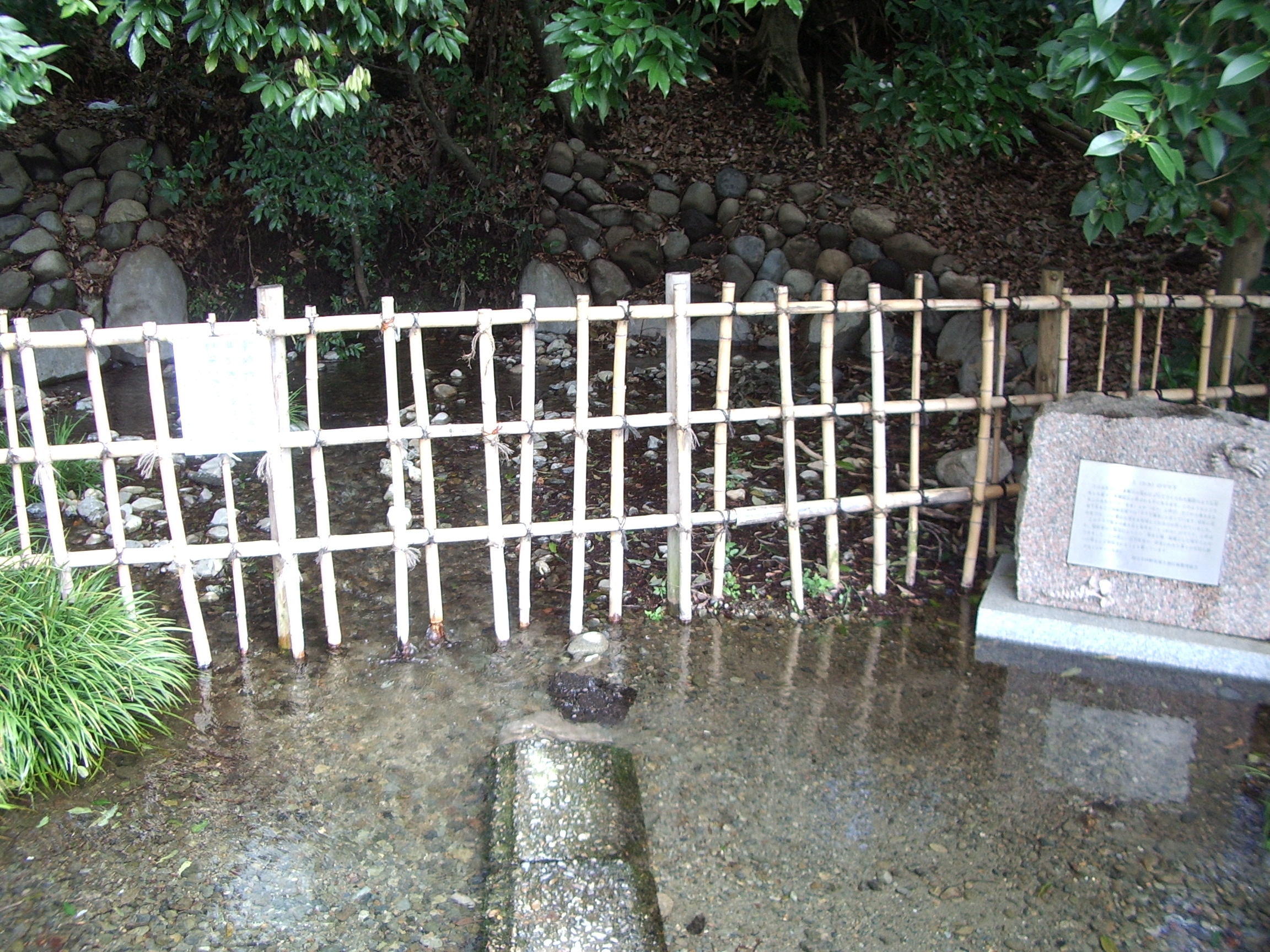
「上のママ下」湧水、国立市。

まま、ママは、傾斜地、崖線、地形の崩れを指す上代日本語以来の日本の古語、現在の方言であり、その地形を持つ日本の地名の読みである。普通名詞には崖の字を当てる。地名・古称あるいは土地の通称・呼称等の固有名詞には真間、間々、儘、墹、真々、万々、ママ等の表記を当てる。壗、堹という文字も用いられる。関東地方の地名に多い。その地形による影響により、ママの下部には覆水による湧水が多く存在する。

## 略歴・概要

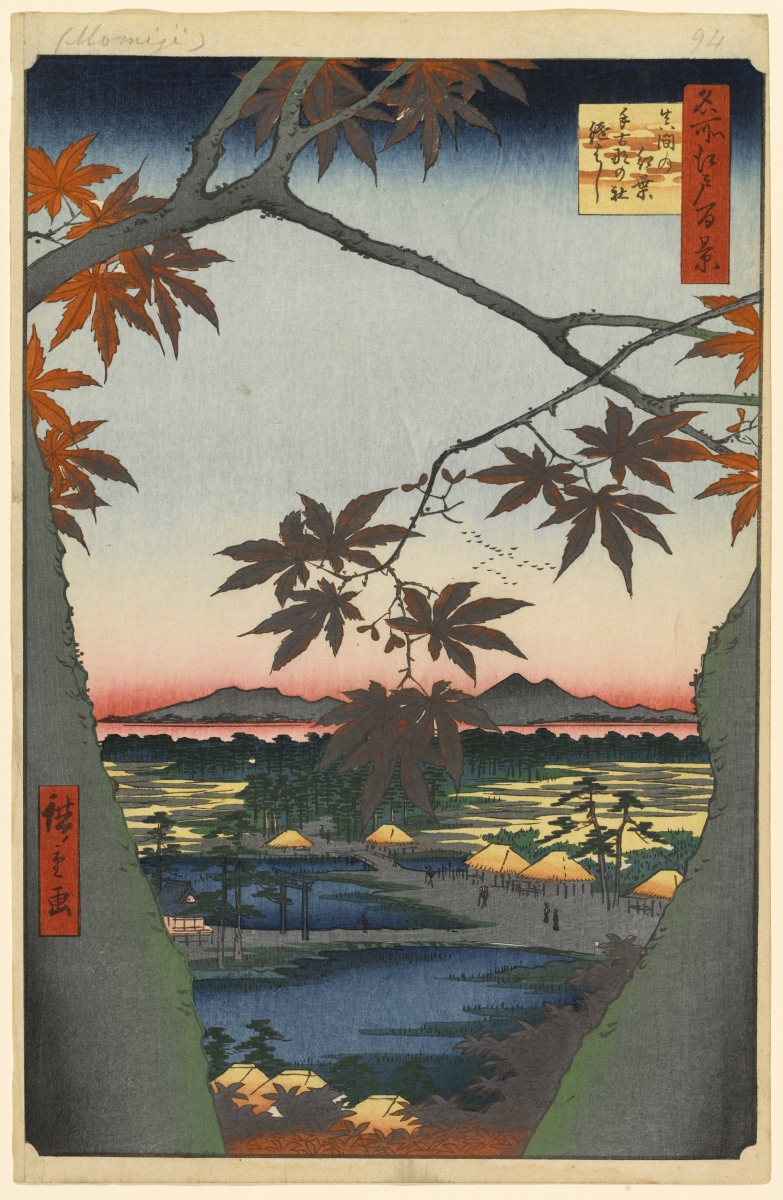
歌川広重『真間の紅葉手古那の社継はし』（1856年ころ）。

飛鳥時代、7世紀の舒明天皇の時代に、真間の入江（現在の真間川）に入水したとされる「真間の手児奈」の伝説に真間という地名が登場する。手児奈が水を汲んだという真間の井は現存し、現在は枯渇している。真間の地は、19世紀に歌川広重が『名所江戸百景』に描いたように水源に潤沢で、現在も千葉県市川市の地名に残る。759年（天平宝字3年）に成立したとされる『万葉集』に登場する地名であり、「まま」の語のもっとも古い例である。また、『万葉集』には、
- 足柄の 崖の小菅の 菅枕 あぜかまかさむ 児ろせ手枕

という足柄峠あたりを舞台とした東国の歌があり、これは一般名詞としての「まま」（崖）の例である。
群馬県の大間々扇状地の扇頂にあるみどり市大間々町では、旧山田郡大間々町の役場の前にあった渡良瀬川の河岸段丘による崖をママと呼ぶ。扇状地の下部に位置する太田市新田地区には覆水による湧水が多く、金井、野井等の井戸にちなむ地名がみられる。
武蔵野台地に散見される高さ数メートル程度の崖は、ママあるいはハケと呼ばれ、どちらも崖の古語であり、同地では現在も生きている語彙である。国分寺崖線、立川崖線が知られる。小金井市にある国分寺崖線の道は「はけの道」と呼ばれる。東京の名湧水57選に選ばれた東京都国立市谷保のママ下湧水をはじめとして、「ママ下」と呼ばれるママの下部域には多く湧水が見られる。
東京都の島嶼・新島の南東に位置する羽伏浦海岸には、海食で露出した火山灰層である白ママ断層という断崖絶壁がある。30メートルから250メートルの高さの白い断崖が7キロメートル続く。同島の南西海岸、海に直面した向山の麓には間々下（まました）という小字があり、間々下海岸には間々下温泉の源泉が湧出している。
山梨県の山中湖村の長池地区にママの森と呼ばれる、崖の切り立つ地域がある。古くは「大まま」と呼ばれ、近辺には山中大池という大字があり、古くは水ヶ窪と呼ばれる土地もあり、湧水となっていた。同県甲斐市大字志田に間々下（まました）という小字があり、同地は扇状地の突端、つまりママの下に位置する。同地には平安時代の遺跡・間々下遺跡が存する。
「崖」を意味する日本の古語・方言には、「まま」「はけ」のほかに、「ほき」、「のげ」がある。そのなかでも「まま」には、「地形の崩れ」の意味が含まれている。また、地域によっては「もも」も同系の地名だという指摘もある。

## おもな地名・呼称等

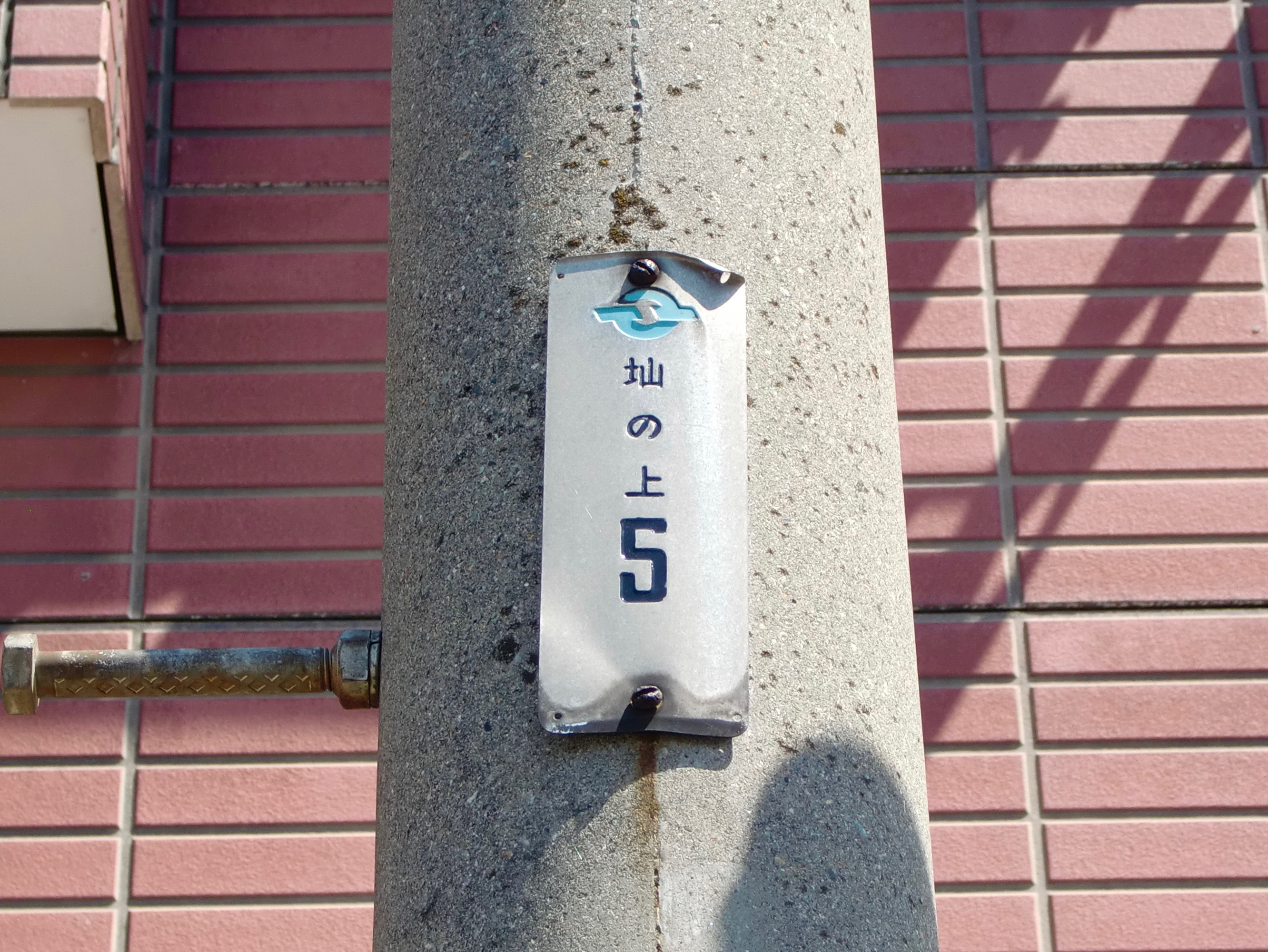
山形県長井市ままの上
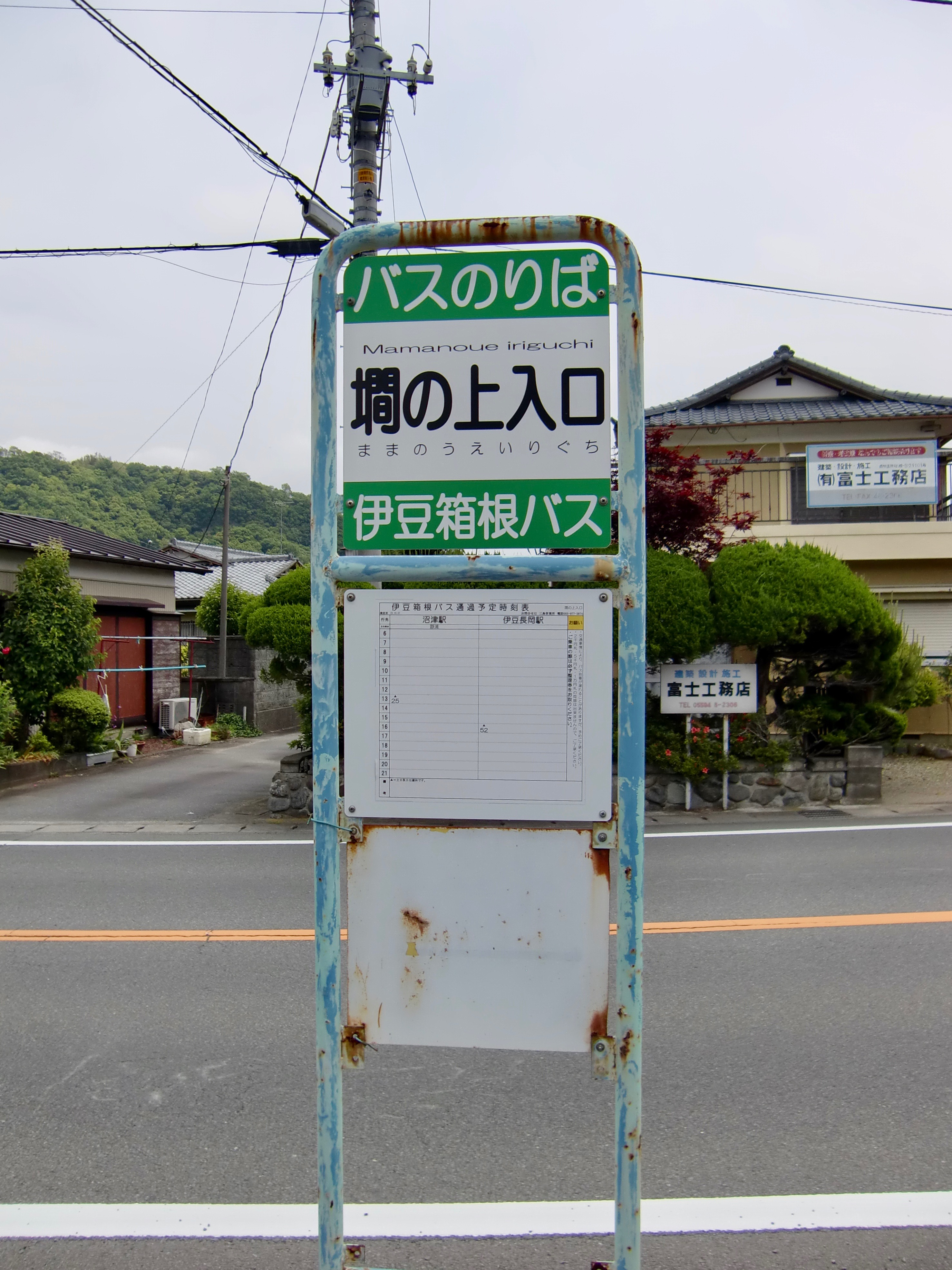
静岡県伊豆の国市墹之上

地名学者・鏡味完二が1964年（昭和39年）の『日本地名小辞典』で挙げた地名を中心とした一覧である。
- 真間 - 千葉県市川市
- 欠真間 - 同、古くは同市行徳、浦安市、東京都江戸川区
  - 真間川 - 利根川水系一級河川
- 大間々町 - 群馬県みどり市（大間々扇状地）
- ママ下湧水 - 東京都国立市谷保
- 白ママ断層 - 東京都新島村羽伏浦
- ママの森 - 山梨県南都留郡山中湖村長池
- ママノ上 - 宮城県石巻市鮎川浜ママノ上[16]
- 間々下 - 山梨県甲斐市大字志田字間々下（間々下遺跡）、山形県鶴岡市斎藤川原間々下[17]、福島県喜多方市高郷町上郷間々下[18]、東京都新島村間々下（間々下温泉）
- 間々上 - 福島県喜多方市豊川町一井間々上[18]
- 間々 - 三重県桑名市長島町間々[19]、愛知県小牧市間々[20]
- 間々田[3] - 埼玉県熊谷市間々田[21]、栃木県小山市間々田[22]
- 間々原 - 愛知県小牧市間々原新田[23]
- 間々合 - 宮城県石巻市馬鞍間々合[16]、同県宮城郡利府町森郷間々合
- 高間々 - 山形県鶴岡市遠賀原高間々[17]、福島県南会津郡南会津町関本高まま[24]
- 一の間々 - 福島県南会津郡南会津町大桃一の間々[24]
- 二階間々 - 福島県南会津郡南会津町長野二階間々[24]、同県伊達郡国見町徳江二階間々[25]
- 墹之上遺跡 - 静岡県伊豆の国市墹ノ上[3]
- 儘ノ下[3] - 福島県喜多方市熱塩加納町山田儘ノ下[18]、秋田県秋田市新藤田字儘ノ下、同県能代市大瀬儘下、山形県東田川郡庄内町堀野儘ノ下
- 儘ノ上 - 福島県喜多方市熱塩加納町山田儘ノ上[18]、宮城県刈田郡七ヶ宿町侭ノ上地蔵前[26]
- 壗下 - 神奈川県南足柄市壗下[4]
- 上儘田・下儘田 - 宮城県石巻市桃生町給人町上侭田および下侭田[16]
- 真々[3] - 福島県大沼郡会津美里町真々川
- 真々部 - 長野県安曇野市豊科高家真々部
- 真々ノ内 - 福島県喜多方市塩川町会知真々ノ内甲[18]
- 万々[3] - 高知県高知市万々
- 万々金[3] - 大分県日田市万々金（ままがね）
- 堹ノ下[5] - 愛知県宝飯郡御津町大字金野字堹ノ下（ままのした）。現在は、愛知県豊川市御津町金野下

- 山形県長井市ままの上
- 静岡県伊豆の国市墹之上